# Krwony
Krwony – wieś w Polsce położona w województwie wielkopolskim, w powiecie tureckim, w gminie Brudzew.
Wieś leży w południowo-wschodniej części gminy Brudzew. Ma powierzchnię 835,5 ha, a zamieszkują ją 444 osoby.
Przez wieś przebiega trasa ścieżek dydaktycznych "Bogdałów". Zachowało się tu kilka starych tradycyjnych drewnianych domów. W Krwonach znajduje się leśniczówka, a w północnej części wsi funkcjonuje czynna odkrywka Koźmin.
We wsi czynną działalność prowadzi Koło Gospodyń Wiejskich.
W latach 1954–1959 wieś należała i była siedzibą władz gromady Krwony, po jej zniesieniu w gromadzie Brudzew. W latach 1975–1998 miejscowość administracyjnie należała do województwa konińskiego.

## Części wsi
| SIMC    | Nazwa          | Rodzaj    |
| ------- | -------------- | --------- |
| 0281683 | Krwony-Kolonia | część wsi |

## Szkoła podstawowa
We wsi funkcjonuje, założona w 1955 roku, Szkoła Podstawowa im. Bohaterów Westerplatte. Najwięcej, bo aż 201 uczniów pobierało w niej naukę w roku szkolnym 1961/62.
W ciągu 50-letniej historii placówki stanowisko dyrektora piastowali: Roman Kowalewski, Walenty Sikuciński, Stanisław Binkowski, Józef Bocian, Józef Walkowski, Anna Rybińska, Krystyna Gąsowska, zaś obecnie funkcję tę pełni Krystyna Sznycer.
Do 1966 roku szkoła posiadała siedem klas, zaś od 1966 roku do reformy szkolnictwa w 1999 roku była placówką ośmioklasową. Do roku 2005 pobierano naukę w sześciu klasach, a obecnie szkoła jest trzyklasową filią szkoły podstawowej w Koźminie. Szkołę zlikwidowano z powodu braku odpowiedniej ilości uczniów. 

## Ochotnicza Straż Pożarna
Jednostka OSP powstała w 1916 roku jako krwońsko-janiszewska staż ogniowa. W krótkim czasie dokonano zakupu sprzętu pożarniczego i przystąpiono do budowy budynku, w którym miał być przechowywany sprzęt ratowniczo-gaśniczy oraz prowadzona działalność jednostki. W niedługim czasie powołano też do życia wspólną orkiestrę dętą i wyposażono ją w instrumenty muzyczne.
Wspólne działania mieszkańców obu wsi przetrwały do 1919 roku, kiedy to mieszkańcy Janiszewa utworzyli własną Ochotniczą Straż Pożarną. Wówczas też wybrano nowy zarząd jednostki, a także założono własną orkiestrę dętą.
W 1959 roku rozpoczęto budowę nowej remizy strażackiej, która została oddana do użytku 2 czerwca 1963 roku. Budynek ten został wybudowany w czynie społecznym z funduszy OSP Krwony oraz dotacji mieszkańców. W 1974 roku do budynku remizy dobudowano salę bankietową. W nocy 5 lutego 2010 około godziny 23:30 remiza spłonęła. Przyczyną było zwarcie w instalacji elektrycznej.
W chwili obecnej jednostka liczy 56 członków czynnych oraz 5 członków honorowych.